# Theridion apiculatum
Theridion apiculatum är en spindelart som beskrevs av Roewer 1942. Theridion apiculatum ingår i släktet Theridion och familjen klotspindlar.
Artens utbredningsområde är Queensland. Inga underarter finns listade i Catalogue of Life.